# Leucascandra caveolata
Leucascandra caveolata är en svampdjursart som beskrevs av Borojevic och Klautau 2000. Leucascandra caveolata ingår i släktet Leucascandra och familjen Jenkinidae.
Artens utbredningsområde är havet kring Nya Kaledonien. Inga underarter finns listade i Catalogue of Life.